# Избори за опозив гувернера Калифорније 2021.
Избори за опозив гувернера Калифорније су започети августа, а окончани 14. септембра 2021. На њима је око 61,9% изашлих бирача Калифорније гласало против опозива Гавина Њусома, па је он остао на месту гувернера. У случају да је био смењен, на његово место би одлуком изашлих гласача дошао републиканац Лари Елдер, са 48,5% подршке. Њусом је изабран 2019, мандат му истиче 2023, и има право на нову кандидатуру. Ово су били други избори за опозив гувернера у историји Калифорније.

## Позадина избора

### Калифорнијски закон
Калифорнија је једна од 19 држава која дозвољава опозиве. Према државном закону, било који изабрани званичник може бити мета кампање опозива. Да би покренули изборе за опозив, заговорници опозива морају прикупити одређени број потписа регистрованих бирача у одређеном временском периоду. Број потписа широм државе мора бити једнак 12 процената од броја гласова датих на претходним изборима за ту функцију. На основу резултата из 2018. године, за петицију за опозив до 2021. било је потребно 1.495.709 потписа.
Када петиција за опозив против изабраног званичника широм државе испуни потребан број потписа, посебни избори за гласање о опозиву морају бити заказани у року од 60 до 80 дана. Ако се петиција квалификује мање од 180 дана пре следећих редовно заказаних избора, опозив би постао део тих редовно заказаних избора. У случају опозива гувернера, одговорност за заказивање посебних избора сноси поручник гувернера, а то је тренутно Елени Куналакис.
Као што је раније учињено за изборе 2020. године, законодавство државе Калифорнија усвојило је закон којим се захтева да сви активни регистровани гласачи поштом гласају за све изборе одржане 2021. године, што би укључивало и опозив. Према закону, свим регистрованим гласачима ће се послати гласачки листићи за било које изборе одржане 2021. године, који ће укључивати изборе за опозив гувернера.
Гласачки листић за опозив у Калифорнији састоји се од два питања: да ли треба опозвати постојећег и ако буде опозван који изазивач треба да их замени. Ако се већина гласача залаже за уклањање досадашњег, тада изазивач који добије највише гласова завршава мандат постојећег. Будући изазивач мора бити амерички држављанин и регистровани бирач, никада не сме бити осуђиван за кривично дело злоупотребе јавног новца и мора платити 4,000 америчких долара или прикупити 7,000 потписа регистрованих бирача да би могао бити уврштен у гласачки листић. Иако се кампања која подржава изазивача мора придржавати уобичајених правила финансирања кампање за политичке кандидате, не постоји доларско ограничење за донаторски допринос у одбрани постојеће кампање, нити за донације групама које се уско залажу за опозив постојећег кандидата.

### Петиција за опозив Њусома
Почетком мандата гувернера Гавина Њусома је неколико петиција за опозив било покренуто, мада те петиције нису достигле одговарајућу популарност. У јуну 2020. покренута је још једна петиција против Њусома, углавном због његовог одговора на пандемију короне вируса КОВИДА-19. Првобитно је добио рок за потписивање до 17. новембра, али је продужен до 17. марта 2021, након пресуде судије Џејмса Аргјуелеса . Петиција је добила подршку од Калифорнијске републиканске странке, као и од бившег градоначелника Сан Дијега Кевина Фолконера, и гувернерског вицешампиона 2018. Џона Кокса. У фебруару 2021. Републикански национални комитет донирао је кампањи за опозив и Републиканско удружење гувернера почело је да врши комисијско анкетирање у које су били укључени потенцијални кандидати.

#### Вечера уThe French Laundryресторану
У новембру 2020. током пандемије ковида 19, пред празник Дан захвалности, Њусом је нагло критикован због присуства рођенданској забави лобиста и политичког саветника у ресторану са 3  Мишленове звездице The French Laundry у округу Напа, где су биле више од три породице, упркос томе што је његова администрација издала смернице за сезону празника које би ограничавале приватна окупљања на само три домаћинства. Такође су присуствовали и главни лобиста и извршни директор Калифорнијског лекарског удружења. Њусом и његова канцеларија у почетку су бранили излазак, док су говорили да су препоруке за ручавање у јавним ресторанима одвојене од државних смерница за приватна окупљања и да је забава одржавана на отвореном. Суседни ресторани у ресторану делили су фотографије које изгледају у супротности са овим и рекли су да је Њусомова забава била толико гласна да је особље ресторана затворило свој отворени трпезаријски простор клизним стакленим вратима, у основи чинећи затворени трпезаријски простор. Округ Напа је у то време био у "наранџастом слоју" озбиљности пандемије, што је дозвољавало неке затворена окупљања. Њусом се касније извинио што је присуствовао прослави. Речено је да је инцидент озбиљно нарушио имиџ и кредибилитет Њусома усред кризе јавног здравља. Овај инцидент је широко заслужан за нагли пораст подршке у петицији за опозив.

## Кампања
Током већег дела накладе петиције, Њусом је одбијао да је призна када су га новинари испитивали. Расти Хикс, председавајући Калифорнијске демократске странке, је покушао да повеже кампању опозива са акцијом напада на Амерички капитол 6. јануара без доказа, називајући је "калифорнијским пучем". Покушај повезивања изазвао је двостраначку реакцију, са Јашаријем Алијем, бившим замеником шефа кабинета Њусома, рекавши да је "апсолутно сулудо кадрирати опозив места на којем бирачи излазе на изборе пучем".
9. фебруара 2021, секретар за штампу Беле куће Џен Псаки наговестила је и касније потврдила да се администрација Џоа Бајдена противила опозиву и да је у вези са званичницима Нусомове канцеларије. Десет дана касније, канцеларија државног секретара Калифорније верификовала је 668,202 потписа на узорку од 1,094,457, при чему је кампања опозива имала "релативно високу" стопу валидности од 84 процента. Да би се осигурала успешна потврда, кампања опозива настојала је да прикупи 2 милиона потписа. Кампања опозива саопштила је да су 17. марта предали 2,117,730 потписа. До тог тренутка, Њусом је признао опозив, исмевајући га као "републикански" напор и регрутујући демократе широм земље да помогну у прикупљању средстава против њега. У марту 2021. године, када се чинило да ће се догодити избори за опозив, државни демократски лидери упозорили су чланове своје странке да се не кандидују на изборима за опозив да избегну поделу бирачког тела, што је вероватно допринело успешном опозиву гувернера демократа Греја Дејвиса у 2003. и на крају победу изабраног републиканца Арнолда Шварценегера. Кристин Пелоси, ћерка председнице Дома Ненси Пелоси, рекла је да би Њусом требао, уколико опозив успе, да поднесе оставку пре избора, што би омогућило да се гувернерка Елени Куналакис пење у гувернерство, да би задржали демократску контролу свих грана владе у Калифорнији.
Бивши гувернер Арнолд Шварценегер оспорио је наводне партијске мотиве опозива, упоређујући напоре из 2021. са успешним опозивом из 2003. године и рекавши, "Данас је углавном иста атмосфера као и тада. Било је незадовољства, на највишем нивоу. И то је исто са замахом. Нешто што га поставља на виши ниво, врста сламке која камили слама леђа ... попут експлозије", док су демократски стратези рекли да су шансе за успех мале и да "Политички, ми смо потпуно другачија држава него што смо били 2003. Ако погледате расе широм државе, Републиканска странка је у ствари постала трећа странка у Калифорнији".
Њусомови савезници су покушали да повежу напоре за опозив са тада бившим председником Доналдом Трампом, док су заговорници опозива рекли да се опозив односи само на Њусома и његов учинак на месту гувернера. Трамп још увек није ништа рекао о напору гувернера у Калифорнији 2021. године.
26. априла 2021. канцеларија државног секретара Ширли Вебер објавила је да је напорима за опозив прикупљено довољно потписа да се квалификује за гласање, чекајући службену потврду након одређеног временског периода у којем бирачи могу повући свој потпис (30 дана) и где државни службеници сносиће трошкове спровођења избора (до 60 дана). Након званичне потврде, избор ће расписати поручник гувернер Елени Куналакис у року од 60 до 80 дана.

## Кандидати

### Изјављени кандидати

#### Демократска странка
- Луис Хуанг, кандидат за градоначелника града Ирвин 2020. године.[44][45]
- Армандо Перез-Сарато, власник предузећа.[46][47]

#### Републиканска странка
- Џон Кокс, бизнисмен и другопласирани на изборима 2018 године.[48]
- Кевин Фолконер, бивши градоначелник Сан Дијега (2014–2020).[49]
- Кејтлин Џенер, бивша олимпијска спортистикња, телевизијска личност, трансродна активисткиња.[50]
- Даг Осе, бивши амерички представник из 3. конгресног округа Калифорније (1999–2005).[51]
- Брајан Доминго, кандидат на изборима 2018. године.[52]
- Даниел Меркури, кандидат на 25. изборима за конгресни округ у Калифорнији 2020. године.[53]
- Ерол Вебер, кандидат на 37. изборима за конгресни округ у Калифорнији 2020. године.[54][55]
- Мејџор Вилијемс, кандидат за градоначелника Пасадене 2019. године.[56][57]
- Роберт Њуман, кандидат на изборима 2018. године.[44]
- Лаура Смит, кандидаткиња на изборима 2018. године.[57][58]
- Николас Вилдстар, кандидат за гувернера 2014. и 2018. године, кандидат градског већа Фуллертон, кандидат за градоначелника Фресно 2020. године.[57][59]

#### Либертаријанска странка
- Џеф Хјуит, бивши градоначелник Калимесе.[60]

#### Америчка солидарна странка
- Џејмс Хенинк, научник, бивши професор на Универзитету Лојола Меримаунт, председник Америчког удружења поморчана и подкестер.[61][62]

#### Независни кандидати
- Ангелин, певачица, глумица, модел и кандидаткиња за изборе 2003. године.[63]
- Мери Кери, порно глумица и кандидаткиња за изборе 2003. године.[64]
- Џери Брендт[57]
- Гровер Колтарп, посредник у осигурању и бивши полицајац.[57][65]
- Сем Галучи, бизнисмен и свештеник.[65]
- Стивен Грин[57]
- Чонси Киленс[44]
- Пол Курдијан[44]
- Тим Херод[57]
- Џени Реј Ле Руж, пословна жена[57][65]
- Диего Мартинез[57]
- Хилејр Фуџи Шиура, повереник јавне библиотеке Пласентиа.[66][67]
- Сара Стифенс, мотивациони говорник.[44]
- Дакота Вон, бизнисмен.[68][69]

### Кандидати који су јавно изразили интересовање

#### Републиканска странка
- Ричард Гренел, дипломата, амерички амбасадор Немачке (2018–2020).[70]
- Ренди Квејд, глумац.[71]

#### Независни кандидати
- Мајк Цернович, крајње-десничарски активиста, теоретичар завера и интернет личност.[72]
- Кевин Пафрат, јутјубер.[73][74]

### Потенцијални кандидати
- Антонио Виларајгоса, бивши градоначелник Лос Анђелеса (2005–2013).
- Џон Мурлах, члан Калифорнијског сената (2015–2020).[75][76]

## Предикције
| Извор                     | Ранг        | Датум           |
| ------------------------- | ----------- | --------------- |
| The Cook Political Report | Чврсто Д    | 30. април 2021. |
| Inside Elections          | Вероватно Д | 7. мај 2021.    |
| Sabato's Crystal Ball     | Вероватно Д | 11. март 2021.  |

## Анкете

### Опозив против Њусома

#### Графикон
| Извор анкете                                                 | Датум администрације    | Величина узорка | Маргина грешке | За опозив | Против опозива | Остали | Неодлучни |
| ------------------------------------------------------------ | ----------------------- | --------------- | -------------- | --------- | -------------- | ------ | --------- |
| SurveyUSA                                                    | 30. април – 2. мај 2021 | 642 (УБ)        | ± 5.3%         | 36%       | 47%            | –      | 17%       |
| McLaughlin & Associates (Р)                                  | 15–19. април 2021       | 1,000 (ВБ)      | ± 3.1%         | 45%       | 45%            | –      | 10%       |
| Public Policy Institute of California                        | 14–23. март 2021        | 1,174 (ВБ)      | ± 3.9%         | 40%       | 56%            | –      | 5%        |
| Probolsky Research (Р)                                       | 16–19. март 2021        | 900 (УБ)        | ± 3.3%         | 40%       | 46%            | –      | 14%       |
| Probolsky Research (Р)                                       | 16–19. март 2021        | 900 (ВБ)        | ± 3.3%         | 35%       | 53%            | –      | 13%       |
| Emerson College                                              | 12–14. март 2021        | 1,045 (ВБ)      | ± 3.0%         | 38%       | 42%            | 6%     | 14%       |
| WPA Intelligence (Р)                                         | 12–14. фебруар 2021     | 645 (ВБ)        | ± 3.9%         | 47%       | 43%            | –      | 10%       |
| Berkeley IGS                                                 | 23–29. јануар 2021      | 10,357 (УБ)     | ± 2.0%         | 36%       | 45%            | –      | 20%       |
| Berkeley IGS                                                 | 23–29. јануар 2021      | 7,980 (ВБ)      | ± 2.4%         | 36%       | 49%            | –      | 15%       |
| Remington Research (Р) Архивирано на веб-сајту (8. мај 2021) | 17–18. март 2019        | 1,303 (ВБ)      | ± 2.7%         | 31%       | 52%            | –      | 17%       |

### Кандидати за замене
| Извор анкете | Датум администрације    | Величина узорка | Маргина грешке | Мајк Цернович (Р) | Џон Кокс (Р) | Кевин Фолконер (Р) | Ричард Гренел (Р) | Кејтлин Џенер (Р) | Даниел Меркури (Р) | Џон Мурлах (Р) | Даг Осе (Р) | Мејџор Вилијемс (Р) | Остали | Неодлучни |
| ------------ | ----------------------- | --------------- | -------------- | ----------------- | ------------ | ------------------ | ----------------- | ----------------- | ------------------ | -------------- | ----------- | ------------------- | ------ | --------- |
| SurveyUSA    | 30. април – 2. мај 2021 | 642 (УБ)        | ± 5.3%         | 3%                | 9%           | 3%                 | 5%                | 5%                | 3%                 | 3%             | 2%          | 3%                  | 38%    | 26%       |